# PD 이경규가 간다
《PD 이경규가 간다》는 2016년 9월 7일부터 2016년 11월 9일까지 방영된 예능 프로그램이다.

## 출연자
- 이경규
- 정범균
- 김종민
- 한철우
- 김주희
- 유재환